# Monocerina
La monocerina és una dihidroisocumarina i un metabòlit poliquètid que originen diverses espècies de fongs. S'ha demostrat que mostra característiques antifúngiques, patògèniques de les plantes i insecticides. S'ha aïllat la monocerina de Dreschlera monoceras, D. ravenelii, Exserohilum turcicum, i Fusarium larvarum.